# Belvárosi Általános Iskola
A pécsi Belvárosi Általános Iskola a város egyik legrégibb általános iskolája a Megye utcában.

## Története
Az iskola jogelődjének története a középkorig nyúlik vissza. Az akkori kanonoki ház előbb Mahmet aga, majd a jezsuita rend tulajdonába került s az épület iskoláztatás célját szolgálta feltehetően már 1687-től. Már 1722-ben megindult a német nyelv oktatása. 1778-ban, a Ratio Educationis szellemében itt alakult meg a négyosztályos normál iskola, amely 1787-től otthont adott a pécsi rajziskolának is. Az iparrajzoktatást a cseh származású Buck József irányította, 1815-es halálát követően az iskola vezetését Buck Ferenc, majd 1828-ban az öt nyelven beszélő Pfilf Máté vette át. Itt tanult a híres klasszicista építő, Piatsek József is, aki egyéb munkái mellett a mai Egyetemi Könyvtár épületét tervezte 1830-ban.
1849 után a szabadságharc mellett hitet tévő honvédtisztek, honvédek, céhlegények és diákok egy részének lett börtöne. Az osztályok így elszórtan kerültek elhelyezésre, részben a püspöki épület udvari helyiségében, részben magánépületekben. 1868-ban megszervezték az 5. és a 6. osztályt. Az 1870-es évek elejétől rendszeres lett a testedzés, a rajzoktatás a harmadik osztálytól kezdve kötelező. Egyre fontosabbá vált a zenetanítás is. Az iskolában 1878-ban könyvtár létesült.
Az 1880-as években az ősi házat egy enyhébb pécsi földrengés annyira megviselte, hogy 1883-ban le kellett bontani. Ekkor építették a ma is álló kétszintes iskolaépületet. Az 1918-1921 között a szerb csendőrség laktanyája, majd ismét a letartóztatott pécsiek börtöne lett. 1921-től ismét működik a Belvárosi Általános Iskola, mely 1980-ra kinőtte az épületet, így az alsó tagozat a Szent István térre költözött.
1983 szeptemberében költözött át az iskola a mostani, Megye utcai épületekbe. Ezzel egy időben kezdődött meg a német nemzetiségi nyelvoktatás. Az új épület lépcsőzetes, fémszerkezetes, 36 tantermet tartalmaz. Az iskolában fedett uszoda és fedett sportpálya is található, illetve van az udvaron is kézilabdapálya. Az iskola különálló része a könyvtár, mely az 1780-as években épült klasszicista-késő barokk stílusban, illetve a Papnövelde utcán található ebédlő. Mindkettő műemléki védettséggel bír.
A 2008-2009-es tanévben az iskola 230 éves fennállását ünnepelte, élőképes műsorral készült az ünnepségre.

## Érdekességek
Az iskolában 1994 óta használják a szorobánt a matematika oktatásban, mely 1991-ben jelent meg Magyarországon. A szorobán egy az abakuszoknak a csoportjába sorolható számolóeszköz, mely Japánból került hozzánk, és terjedt el a matematika oktatásban Magyarországon is. Még országos szorobán versenyt is rendeznek, melyen a Belvárosi Általános Iskola is 1-4. helyezést ért már el.

## Testvériskolák
- Feldbach (Ausztria)
- St.Stefan (Ausztria)
- Ilz (Ausztria)
- Augsburg (Németország)

## Azonos illetve hasonló nevű iskolák Magyarországon
- Belvárosi Általános Iskola és Gimnázium (Békéscsaba)
- Belvárosi Általános Iskola (Jászberény)
- Belvárosi Általános Iskola (Kalocsa)
- Belvárosi Általános Iskola (Makó)
- Belvárosi Általános Iskola (Szolnok)
- Belvárosi Általános Iskola (Zalaegerszeg)